# Філіпчук Павло Ігорович
Павло́ І́горович Філіпчу́к (5 липня 1983, Золочів, Львівська область, УРСР, СРСР) — український бізнесмен та проросійський політичний діяч, депутат Каховської міської ради від Партії регіонів (2010—2015), депутат Херсонської обласної ради від партії «Опозиційний блок» (2015—2020). Колаборант з Росією (з 2014 року) — очільник окупаційної адміністрації Каховки (2022).

## Життєпис
Павло Філіпчук народився у Золочеві, що на Львівщині.
Батьки: Філіпчук Ігор Здиславович (нар. 26.03.1963, Золочів, Львівська область, Україна) — депутат Каховської міської ради від Партії регіонів (2010-2015). З 2023 року — депутат т.зв. «ради депутатів Каховського муніципального округу» від партії «Єдина Росія», працівник-інженер окупаційної структури КП «Комунальне транспортне підприємство Каховки»..
Мати: Філіпчук Олена Володимирівна (нар. 29.04.1964, Генічеськ, Херсонська область, Україна) — депутат Каховської міської ради від Партії регіонів (2010-2015). З 2023 року — депутатка т.зв. «ради депутатів Каховського муніципального округу» від партії «Єдина Росія». З 2024 року — «начальниця управління пенсійного фонду у Каховському муніципальному окрузі».

## Освіта
2000 року закінчив загальноосвітню школу № 1 міста Каховки.
З 2000 по 2001 роки навчався у Новокаховському політехнічному інституті за спеціальністю «менеджмент організацій».
Протягом 2000—2005 років здобував вищу освіту у Відкритому міжнародному університеті розвитку людини «Україна» за спеціальністю облік і аудит.

## Трудова діяльність
Трудову діяльність розпочав 2005 року приватним підприємцем.
Паралельно з тим до 2007 року працював страховим консультантом ТОВ «Євролайф Україна ЛТД».
З 2007 по 2014 роки був власником і директором компанії ТОВ «Лекс-Буд».
З 2013 по 2014 роки обіймав посаду заступника директора ВКФ «Спортсервіс та К».

## Громадська діяльність
Громадську діяльність розпочав з 2005 року.
З 2007 по 2013 роки очолював міську молодіжну організацію Всеукраїнської організації «Союз молоді регіонів України».
В 2009 році ініціював благодійний проект «Здорові діти», яким керував протягом 2009—2010 років.
В 2009 році реалізував створення першого у Каховці ОСББ.
В 2010 році став одним з засновників міської молодіжної громадської організації «Молодь без кордонів».
В 2010 році заснував молодіжний проект «День Незалежності – Святкуємо разом».
В 2011 році ініціював створення міської молодіжної футбольної команди міського рівня.
Починаючи з 2010 року підтримував громадський проект «Польова кухня» до Дня Перемоги у Другій світовій війні.
В 2012 році ініціював громадський проект по благоустрою міста «Затишне подвір’я».
За вагомий вклад в розвиток молодіжного життя міста у 2011 році був визнаний лідером молодіжного руху Каховки, а очолювана мною молодіжна організація була визнана кращою молодіжною організацією року. У 2013 році став стипендіатом Каховської міської ради для обдарованої молоді в номінації «Молодіжна політика». За значний внесок у розвиток молодіжного руху в місті та активну громадську діяльність не одноразово нагороджувався відзнаками міського голови Володимира Коваленка та голови Херсонської обласної ради Віктора Пелиха.

## Політична діяльність
2010 року був обраний депутатом Каховської міської ради від Партії регіонів. На той момент Філіпчук очолював будівельну компанію ТОВ «Лекс-Буд» і звинувачувався місцевими ЗМІ у лобіюванні своїх родичів на посади у комунальних підприємствах міста.
2015 року Філіпчука було обрано до Херсонської обласної ради від партії «Опозиційний блок». За інформацією херсонських ЗМІ, щоденна зарплата Павла Філіпчука на посаді депутата складала більше 2 тисяч гривень на день, при тому що розмір премії складав 293 % від основного окладу.
2019 року балотувався до Верховної Ради України від партії «Опозиційна платформа — За життя». На момент балотування обіймав посаду голови постійної комісії з питань бюджету та фінансів виконавчого апарату Херсонської обласної ради. Рух «Чесно» зафіксував у діях Філіпчука 9 корупційних правопорушень.
У своїй агітаційній кампанії політик наголошував, що за останні 5 років як представник «Опозиційного блоку» не перефарбовувався, як це робили його колеги з інших політичних партій.
|  | Я не змінюю коней на переправі, бігаючи по президентським партіям. Я боровся з безладом БПП з самого початку у рядах опозиції, коли команди ЗЕ не було і в планах. Та саме тому сьогодні я балотуюся від опозиційних сил, не шукаючи солодкого місця у президентській партії, на відміну від багатьох «перефарбованих». Єдиною політсилою, яка виступала проти режиму Порошенка, у ейфорії 2014 року, коли всі інші партії радісно хлопали у долоні «новій команді», був Опозиційний блок. І ми не помилилися. За нами досвід, за нами стабільність у політичних поглядах, саме тому я йду в цій команді. Як показала історія останніх п'яти років, «нові команди» — це лотерея. А азартні ігри — це погана залежність. |

2020 року балотувався на посаду міського голови Каховки, однак зайняв лише третє місце, набравши 16.4 % голосів.

## Колабораціонізм
У 2021 році Філіпчук проживав у місті Сочі, а за кілька днів до початку російського вторгнення в Україну він раптом вирішив повернутися до рідної Каховки.
Після повернення до Каховки зрадник зустрічав окупантів з розкритими обіймами, перейшов на бік ворога та закликав місцеве населення змиритися з окупацією та жити за новими законами. Чоловік навіть намагався роздавати «гуманітарну допомогу» від Росії, за що його побили невідомі.
Павлу Філіпчуку довелося залишити Каховку на цілий тиждень, після чого він уже повернувся у статусі так званої «голови» окупаційної адміністрації Каховки. Окупанти призначили його на цю роль 1 квітня 2022 року.

За інформацією журналістів, 6 березня Офіс Генерального прокурора розпочав проти Філіпчука кримінальне провадження за фактом вчинення державної зради та дій, спрямованих на насильницьку зміну чи повалення конституційного ладу або на захоплення державної влади з використанням засобів масової інформації.
20 жовтня 2023 року на четвертій сесії так званої «ради депутатів Каховського муніципального округу» Павла Філіпчука було обрано «очільником Каховського муніципального округу». У відповідь на привітання окупаційного гауляйтера лівобережжя Херсонщини Володимира Сальдо зі вступом на цю «посаду» Філіпчук у своїх соцмережах  подякував йому та президентові РФ Володимиру Путіну «за надану ними довіру, підтримку і можливість брати участь у справді історичних подіях та бути частиною величезної і потужної команди».
У 2024 році чоловік заочно отримав судовий вирок у вигляді до 15 років позбавлення волі.